# Папская комиссия по делам государства-града Ватикана
Папская комиссия по делам государства-града Ватикан (лат. Pontificia Commissio pro Civitate Vaticana, итал. Pontificia Commissione per lo Stato della Città del Vaticano) — законосовещательный орган Ватикана. Комиссия состоит из кардиналов, назначаемых на пятилетний срок папой римским.
Законы и установления, предложенные Комиссией, должны быть представлены папе римскому через Государственный секретариат Ватикана до того, как будут обнародованы и вступят в силу. Законы, установления и инструкции, предписанные Комиссией, публикуются в приложении издания Acta Apostolicae Sedis.
Комиссию возглавляет председатель (в настоящее время — монахиня Раффаэлла Петрини).
Резиденцией комиссией является Губернаторский дворец в Садах Ватикана.

## Члены Папской комиссии
- монахиня Раффаэлла Петрини — председатель;
- кардинал Леонардо Сандри;
- кардинал Кевин Фаррелл (с 2017 года)[3];
- кардинал Мауро Гамбетти (с 2022 года)[4];
- кардинал Артур Роше (с 2023 года)[5];
- кардинал Клаудио Гуджеротти (с 2023 года)[6];
- кардинал Лазарус Ю Хын Сик (с 2024 года)[7].